# خوسيه بيدرو كوستا أموريم سيركويرا
خوسيه بيدرو كوستا أموريم سيركويرا (بالبرتغالية: José Pedro Costa Amorim Cerqueira‏) (8 يوليو 1992 في البرتغال - ) هو لاعب كرة قدم برتغالي في مركز الهجوم. لعب مع نادي ريو أفي وجي. دي. توريزينسي ‏ وA.D. Os Limianos ‏.

## وصلات خارجية
- خوسيه بيدرو كوستا أموريم سيركويرا على موقع قاعدة بيانات كرة القدم.إي يو (الإنجليزية)